# 나카고촌 (지바현 기미쓰군)
나카고촌(中郷村)은 지바현 기미쓰군에 일찍이 존재했던 촌이다. 현재의 기사라즈시 서부에 해당한다.

## 역사
- 1889년 4월 1일 - 정촌제 시행에 의해 모다군 나카고촌이 성립하였다.
- 1955년 3월 1일 - 기사라즈시에 편입해, 동일 나카고촌은 폐지되었다.